# Boule de gomme (film)
Pour plus de détails, voir Fiche technique et Distribution.
Boule de gomme est un moyen métrage français réalisé par Georges Lacombe, sorti en 1931.

## Synopsis
Boule de gomme est une comédie satirique mettant en scène un enfant imposé par le commanditaire d'un film et qui est infernal pendant le tournage

## Fiche technique
- Titre : Boule de gomme
- Réalisation : Georges Lacombe
- Assistant réalisateur : Louis Page
- Scénario : Georges Lacombe, d'après la nouvelle L'Enfant prodige de Georges Dolley
- Photographie : René Guichard
- Montage :
- Décors : Hugues Laurent
- Musique :
- Son :
- Production : Charles-Félix Tavano
- Société de production : Synchro-Ciné
- Société de distribution :
- Pays de production :  France
- Langue : Français
- Lieu de tournage : Studios d'Épinay
- Format : Noir et blanc — 35 mm — 1,37:1 — Son : Mono
- Genre : Comédie
- Durée : 52 minutes (0 h 52) ; distribué à Paris dans une version raccourcie de 45 minutes
- Date de sortie : 
  - France : 1931

## Distribution
- Jean Bara : Boule de Gomme
- Jane Pierson : la mère de Boule de Gomme
- Maximilienne : l'actrice
- Janine Perrini : l'habilleuse
- Léon Larive : le metteur en scène
- Raymond Cordy : le machiniste
- Charles Camus : le directeur de production
- Antoine Stacquet : le père de Boule de Gomme
- Kirtcho : l'opérateur
- Albert Broquin : le régisseur
- Gustave Huberdeau : le directeur